# Antefoqer (chaty)
| ini | n&t&f | i | q · r |

| ini | n&t&f | i | q · r |

Antefoqer era un gobernador de Tebas que se convirtió en chaty de dos faraones de la dinastía XII, Amenemhat I y Sesostris I.  Su nombre aparece en algunos documentos de su época, que lo muestran involucrado en las campañas militares en Nubia y expediciones al Mar Rojo, especialmente en los papiros Reisner, encontrados por George Andrew Reisner en una tumba de Naga ed-Deir. Entre estos papiros se encuentran varias cartas de Antefoquer sobre el material necesario para obras de construcción en Tinis. 
Según Nicolas Grimal, podría estar involucrado en el asesinato de Amenemhat I, hecho relatado en la Historia de Sinuhé.

## Tumba

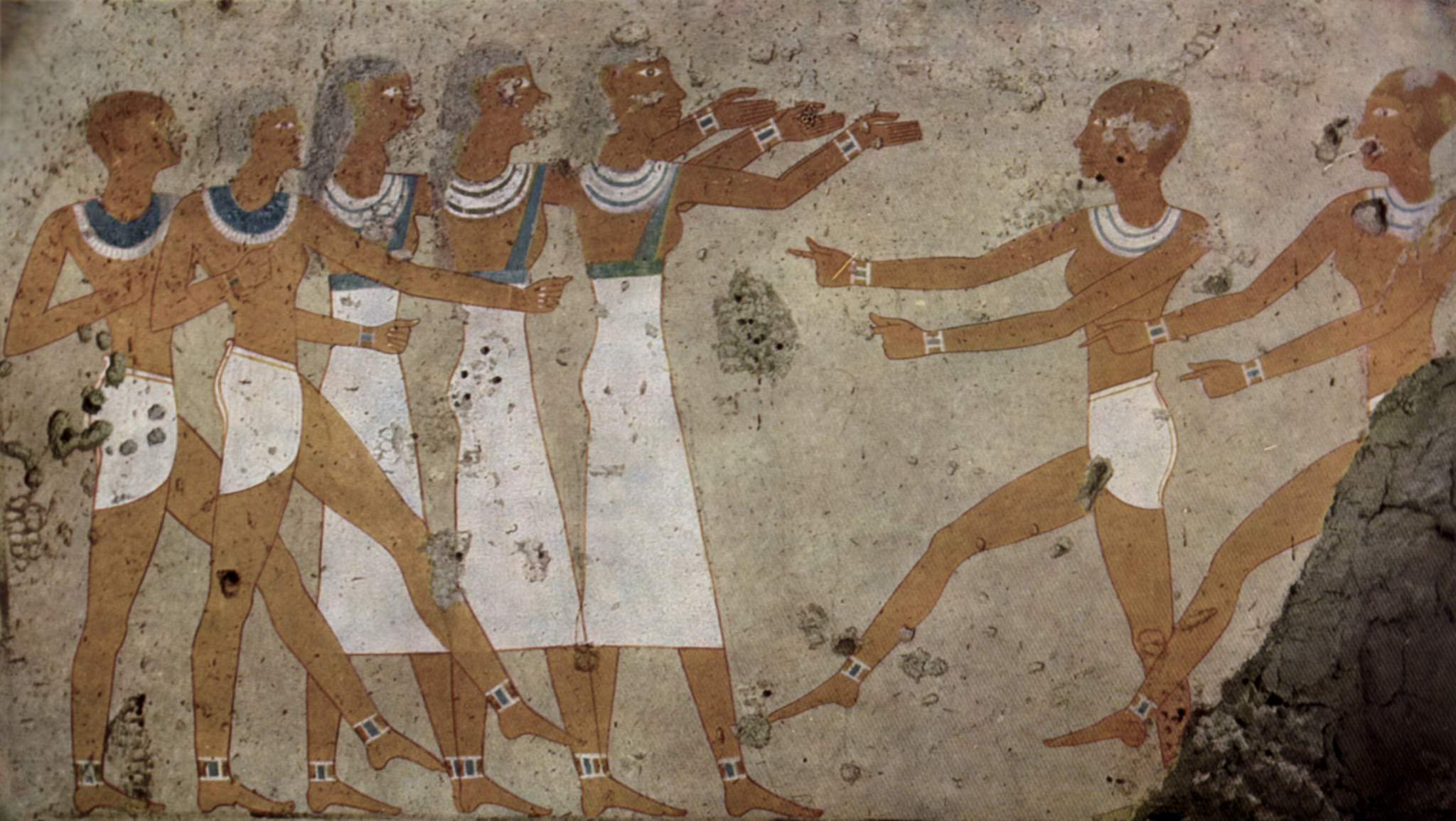
Escena de danza en la tumba de Antefoqer.

Es el propietario de la tumba TT60, de la necrópolis tebana situada en el Valle de los Nobles (Qurna), donde fue enterrada una mujer llamada Senet, su madre o esposa. No se sabe si él también fue enterrado en ella o bien en El Lisht, en una mastaba cercana a la pirámide de Amenemhat I.
A la tumba se entra por un largo corredor que conduce a una sala con un nicho desde la que se accede a la cámara mortuoria. Al fondo de una capilla, se encuentra una representación de Senet ante una mesa de ofrendas. Otras escenas muestran a Antefoqer cazando o con el faraón Sesostris (ésta casi destruida), y una lista con sus títulos.

### Citas
1. ↑  Rice: op. cit., pág. 25.
2. ↑  Grimal: op. cit., pág. 177.
3. ↑  Baikie: op. cit., pág. 575.
4. ↑  Rice: op. cit., pág. 182.
5. ↑   Lichtheim: op. cit., pág. 40.